# Raytheon Technologies
Raytheon Technologies Corporation (RTX) è una multinazionale con sede a Waltham, nel Massachusetts. Ricerca, sviluppa e produce prodotti ad elevata innovazione tecnologica nell'ambito di aerospazio e difesa, includendo motori aeronautici, avionica, cybersecurity, missili, sistema di difesa aerea e droni. RTX è anche un appaltatore militare, ottenendo una significativa porzione del suo ricavato dal governo americano.
RTX è il risultato dell'unione di due società, United Technologies Corporation (UTC) e Raytheon Company, avvenuta il 3 aprile 2020 con la nomina di Gregory J. Hayes come CEO. Prima dell'unione UTC ha deciso di separarsi in tre compagnie: United Technologies Corporation, Otis Elevator Company e Carrier Corporation.
La compagnia è una delle più grandi aziende nel mondo per fatturato e mercato nel settore aerospazio e difesa; è composta da Collins Aerospace, Pratt & Whitney, Raytheon Intelligence & Space e Raytheon Missiles & Defence.